# Saré
Pour les articles homonymes, voir Saré-Peulh.
Un saré ou anciennement sarret est une forme architecturale traditionnelle fréquente au nord du Cameroun et dans les pays frontaliers de l'Afrique de l'Ouest (Tchad), destinée à l'habitat d'une cellule familiale et formant généralement un enclos, selon son étymologie foulfouldé. Il regroupe plusieurs cases à usage individuel ou d'entreposage, communiquant entre elles pour la plupart. L'enclos est délimité par ces cases et par un mur en pisé ou une barrière de paille tressée appelée seko chez les peuls. L'usage du mot s'est étendu à toutes les formes d'habitat similaire non peules, du saré des Massa à celui des Mafa. 18 % des Camerounais logent dans cette forme d'habitat.

## Galerie

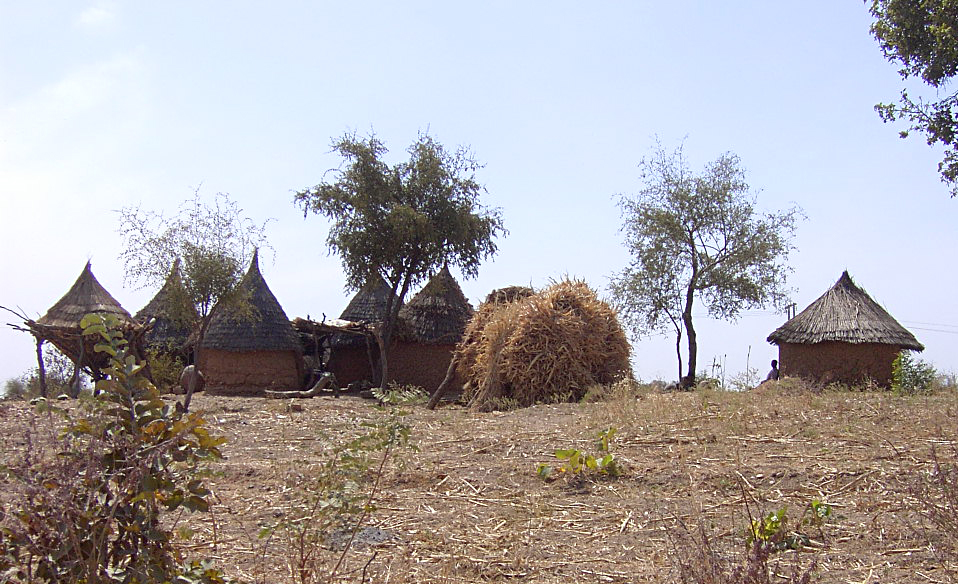
Saré mofu près de Maroua (Cameroun).
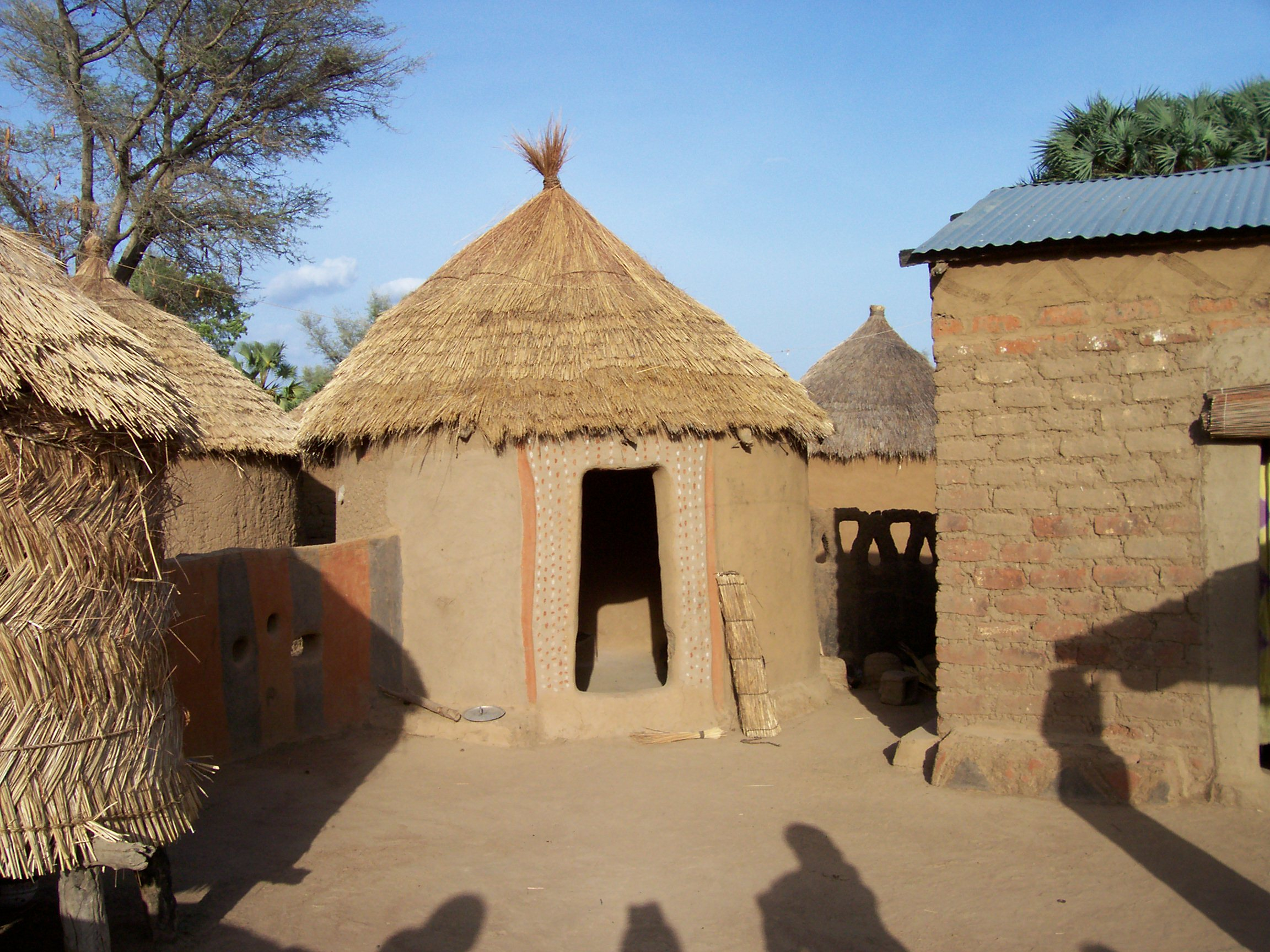
Saré massa à Koumi (Tchad).
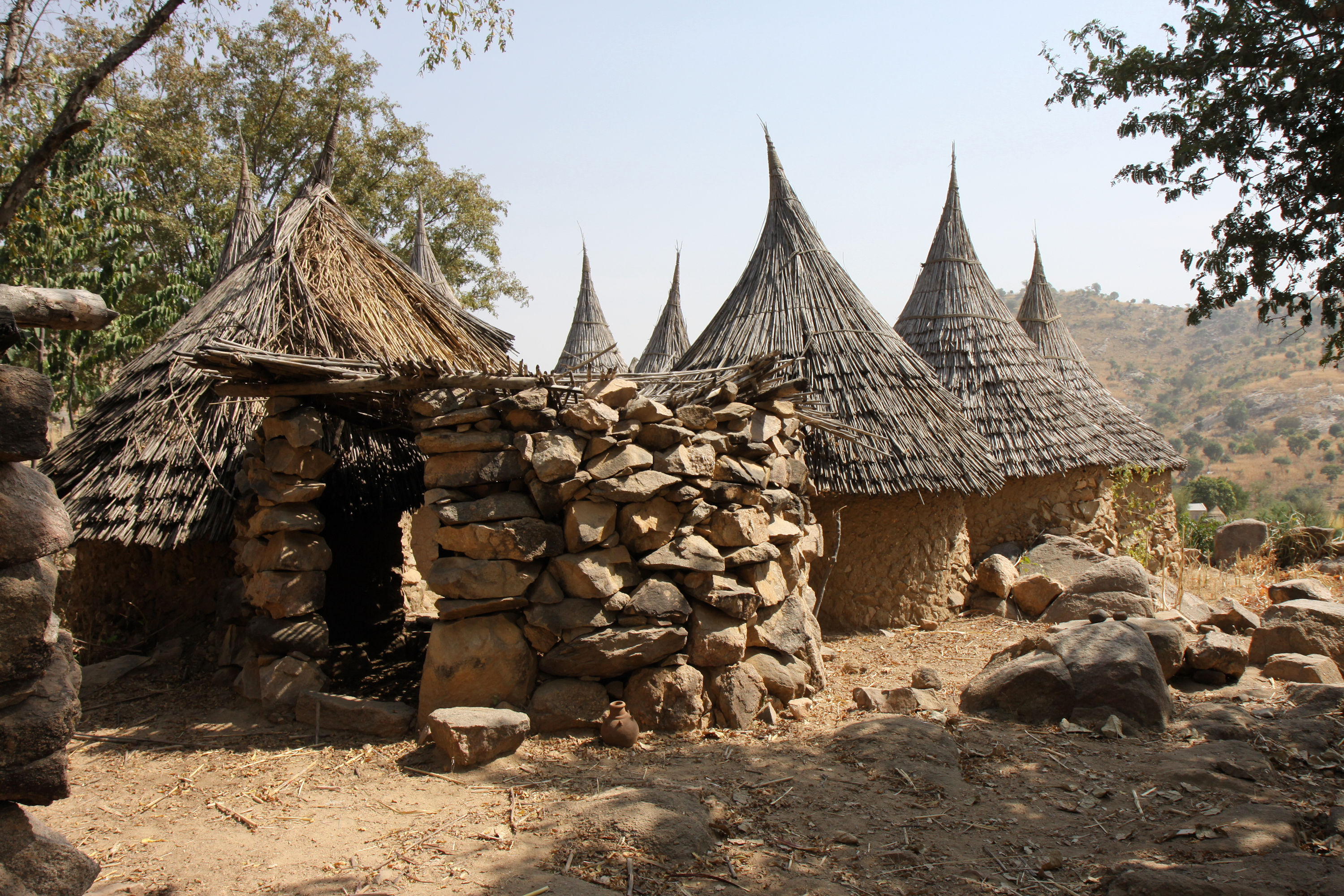
Ancien saré mafa à Djingliya (Cameroun).
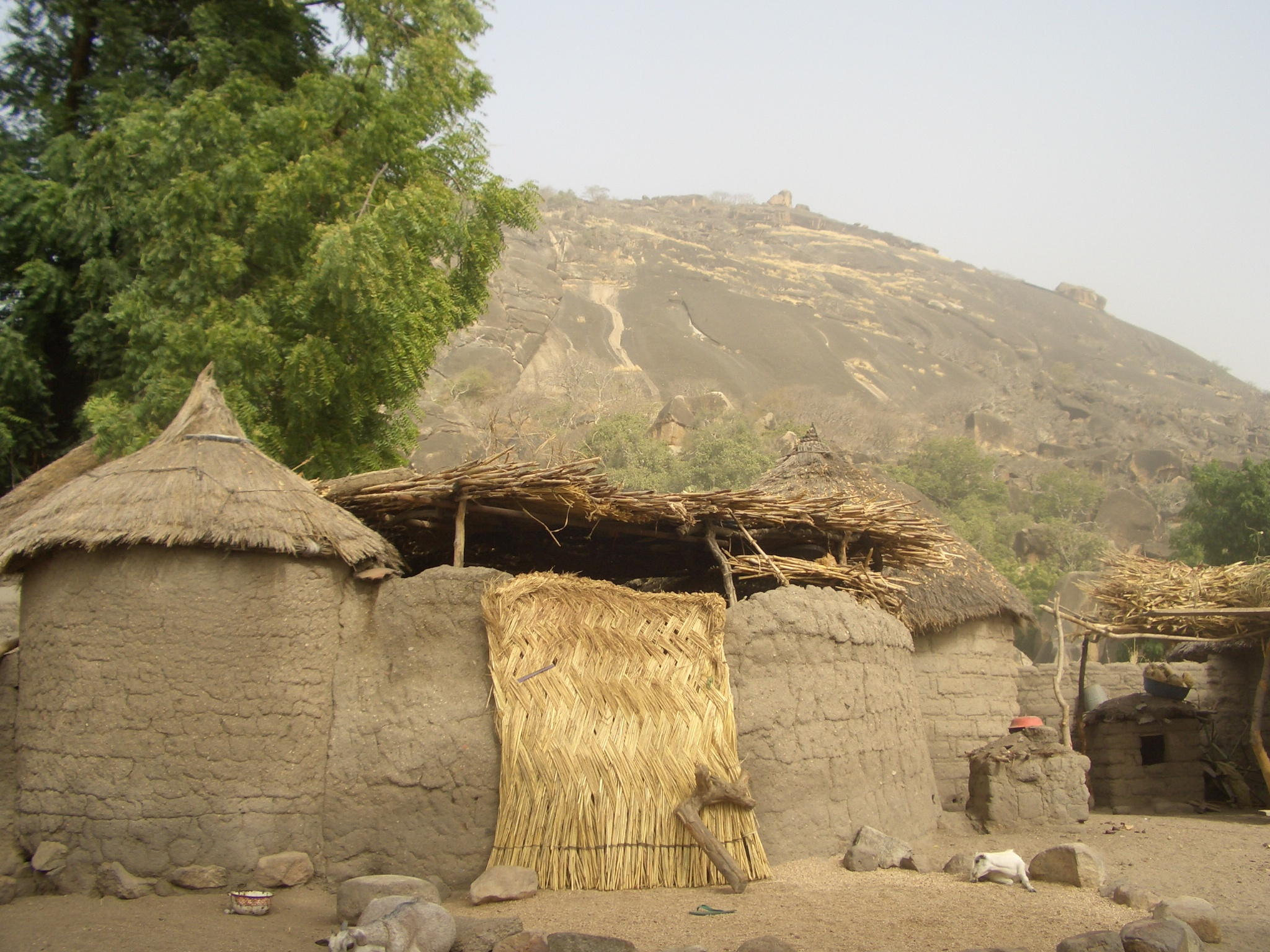
Saré moundang au Cameroun.
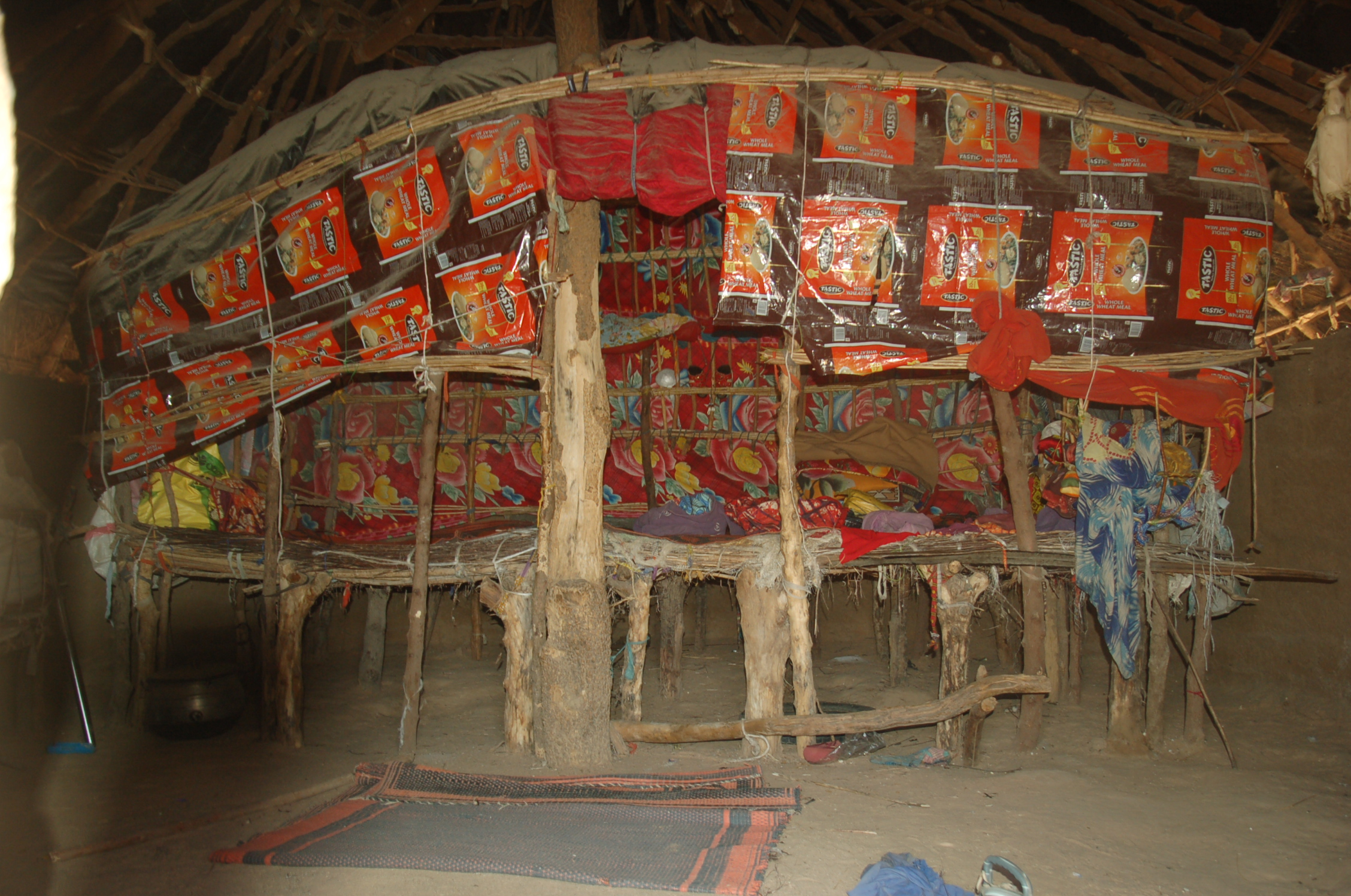
Intérieur d'un saré (Cameroun).